# Phrynonax poecilonotus
Espèce
Synonymes
- Spilotes poecilonotus Günther, 1858
- Pseustes poecilonotus (Günther, 1858)
- Tropidodipsas lunulata Cope, 1861
- Phrynonax lunulatus (Cope, 1861)
- Spilotes chrysobronchus Cope, 1876
- Phrynonax chrysobronchus (Cope, 1876)
- Pseustes poecilonotus chrysobronchus (Cope, 1876)
- Spilotes argus Bocourt, 1888
- Pseustes poecilonotus argus (Bocourt, 1888)
- Synchalinus corallioides Cope, 1893
- Phrynonax guentheri Boulenger, 1894

Statut de conservation UICN

 LC  : Préoccupation mineure
Phrynonax poecilonotus est une espèce de serpents de la famille des Colubridae.

## Répartition
Cette espèce se rencontre : au Mexique, au Belize, au Guatemala, au Salvador, au Honduras, au Nicaragua, au Costa Rica, au Panama, en Colombie, en Équateur, au Pérou, en Bolivie, au Brésil, au Venezuela, à la Trinité, au Guyana, au Suriname et en Guyane.

## Description
Ce serpent mesure 1,40 m a l'âge adulte. Il est de couleur sombre sur le dessus et plus claire sur le dessous au niveau du premier tiers du corps en partant de la tête. La couleur plus claire du dessous varie du jaune au orange suivant les spécimens (probablement aussi suivant leur localité géographique). À l'âge adulte ces différences de colorations subsistent au niveau de la tête et du cou, mais deviennent presque uniformes sur le reste du corps et suivant les spécimens. La langue est noire (gris foncé). Il se rencontre dans les forêts humides et la savane.

## Comportement
Cette couleuvre est active plutôt le jour. En danger elle gonfle son cou pour paraître plus grosse et de ce fait tente d'effrayer, de faire fuir ses agresseurs.

## Alimentation
Phrynonax poecilonotus est une espèce de serpent qui se nourrit essentiellement d'oiseaux et de leurs œufs qu'il déniche le plus souvent au niveau du sol mais parfois dans les arbres.

## Reproduction
Cette espèce est ovipare.

## Liste des sous-espèces
Selon The Reptile Database (7 avril 2015) :
- Phrynonax poecilonotus argus (Bocourt, 1888)
- Phrynonax poecilonotus chrysobronchus (Cope, 1876)
- Phrynonax poecilonotus poecilonotus (Günther, 1858)

## Taxinomie
La sous-espèce Pseustes poecilonotus polylepis a été élevée au rang d'espèce par Jadin, Burbrink, Rivas, Vitt, Barrio-Amorós et Guralnick en 2013

## Ménageriedu jardin des plantes
La Ménagerie Zoo du jardin des plantes de Paris/France détient au moins un spécimen. (voir notamment la "Galerie") Facilement observable lors de la promenade du reptilarium.

## Galerie

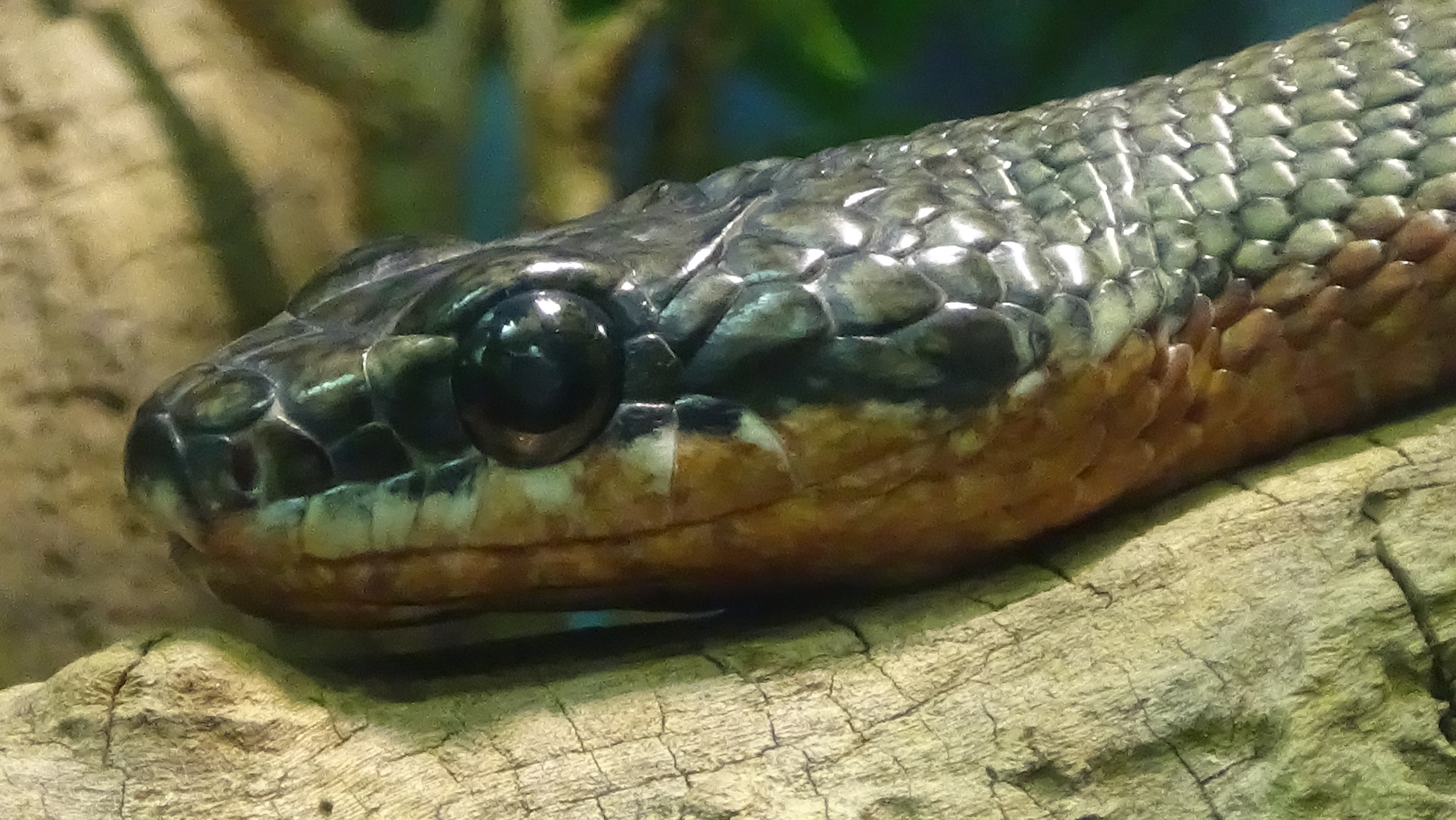
Ménagerie du jardin des plantes - Paris/France
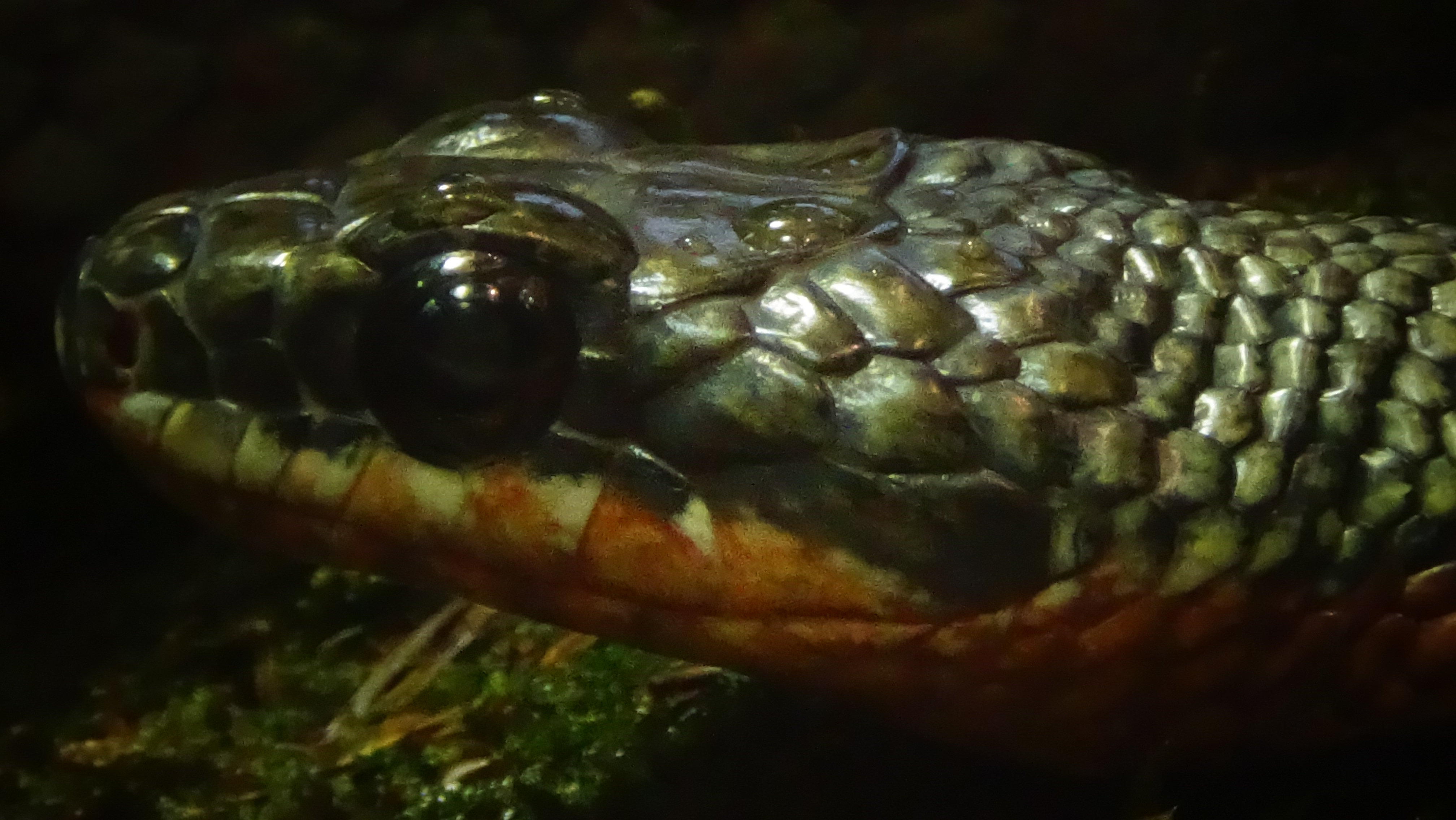
Ménagerie du jardin des plantes - Paris/France
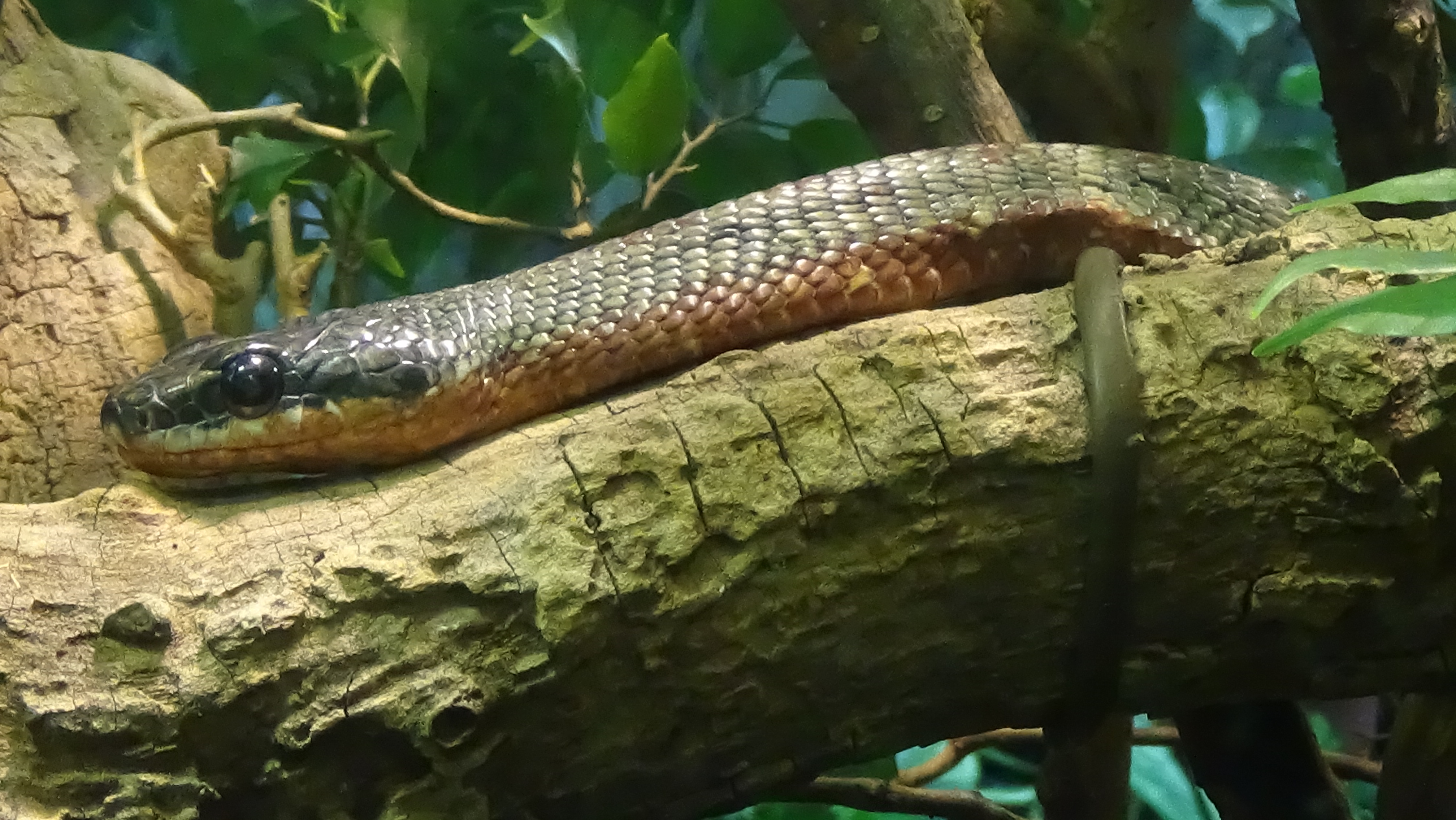
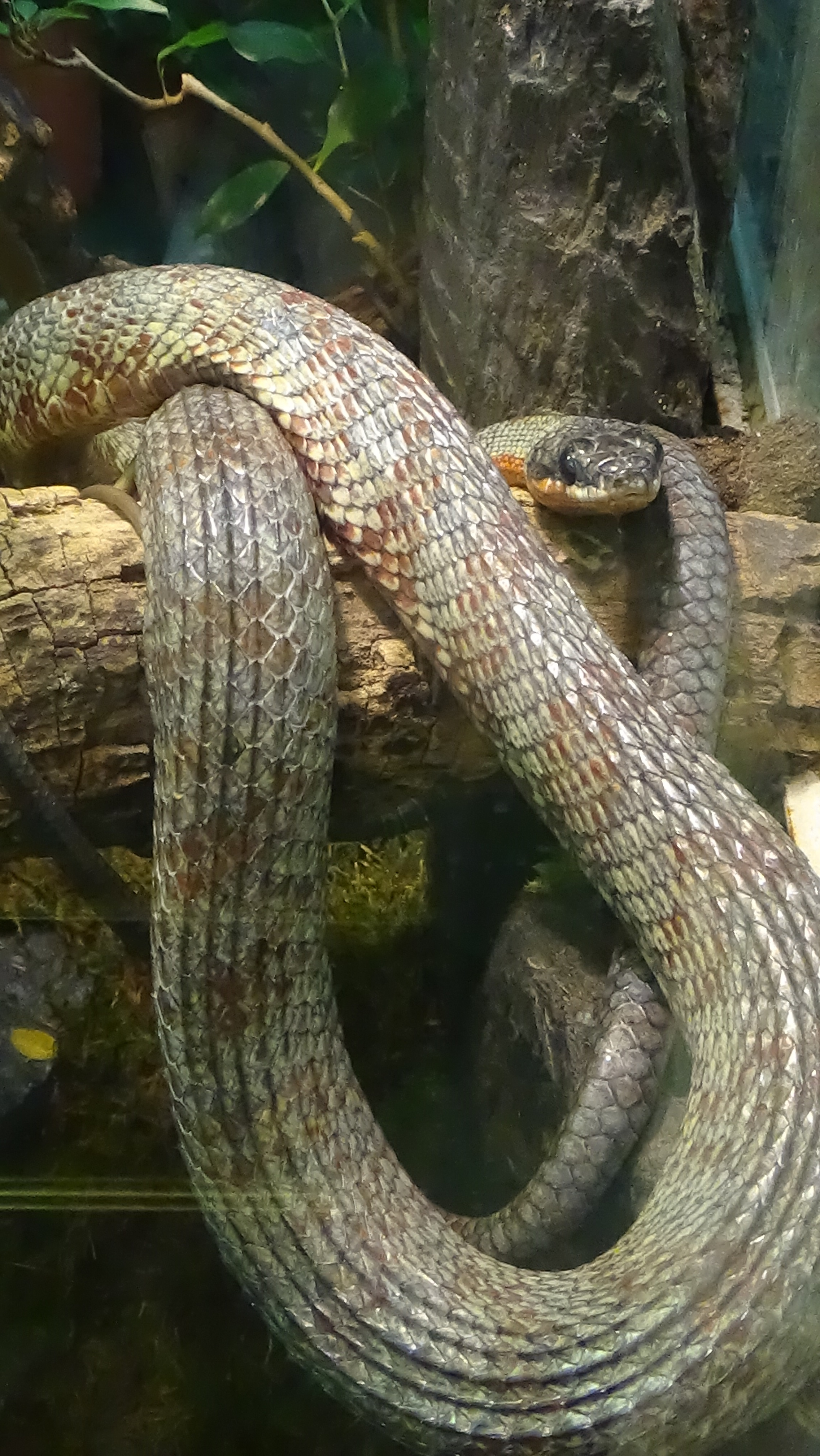
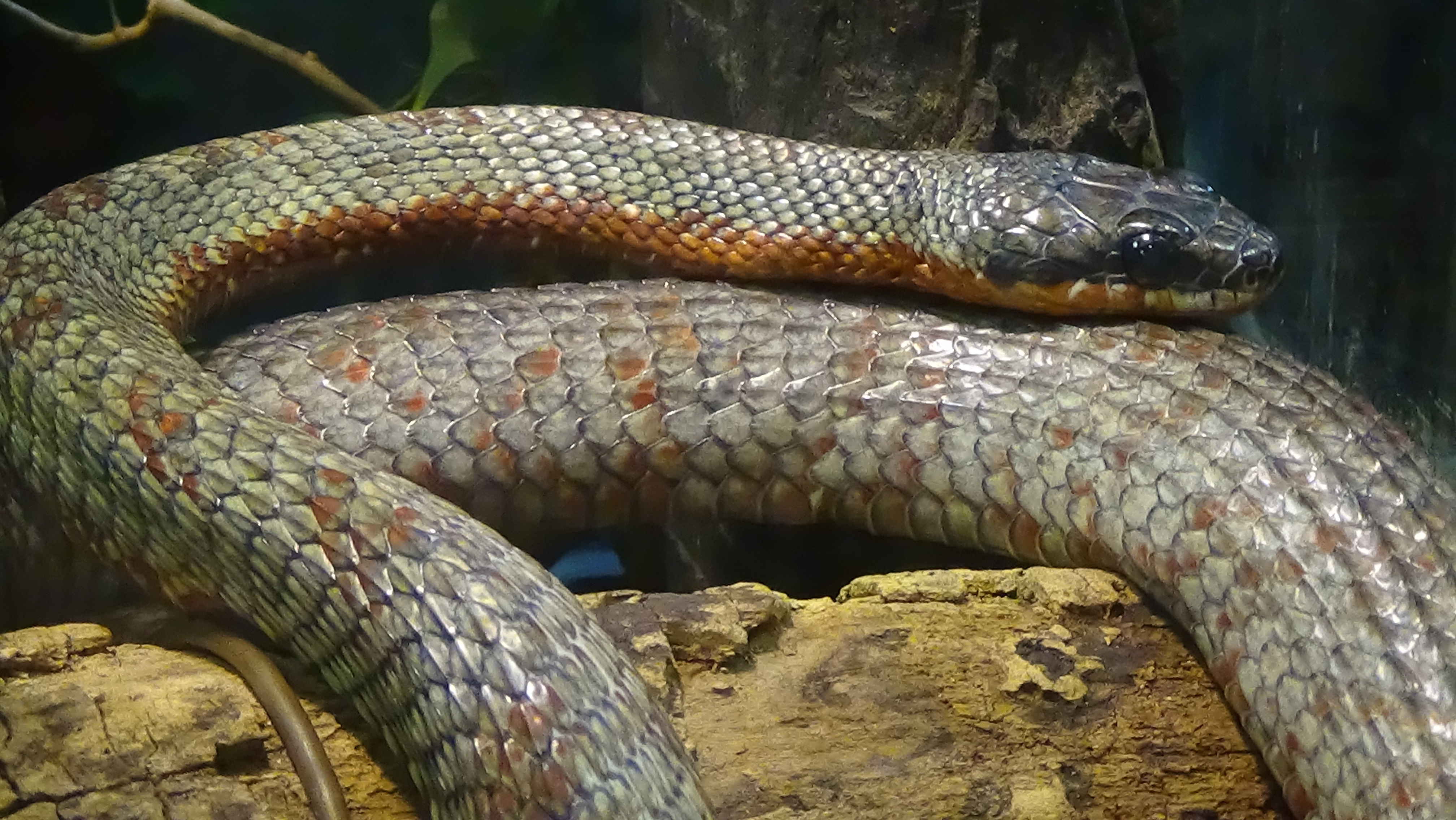
spécimen adulte

## Publications originales
- Bocourt, 1888 in Duméril, Bocourt & Mocquard, 1870-1909 : Études sur les reptiles. p. 1-1012, in Recherches Zoologiques pour servir a l'Histoire de la Faune de l'Amérique Centrale et du Mexique. Mission Scientifique au Mexique et dans l'Amérique, Imprimerie Impériale, Paris.
- Cope, 1862 : Catalogues of the Reptiles Obtained during the Explorations of the Parana, Paraguay, Vermejo and Uraguay Rivers, by Capt. Thos. J. Page, U. S. N.; And of Those Procured by Lieut. N. Michler, U. S. Top. Eng., Commander of the Expedition Conducting the Survey of the Atrato River. Proceedings of the Academy of Natural Sciences of Philadelphia, vol. 14, p. 346-359+594 (texte intégral).
- Cope, 1876 "1875" : On the Batrachia and Reptilia of Costa Rica : With notes on the herpetology and ichthyology of Nicaragua and Peru. Journal of the Academy of Natural Sciences of Philadelphia, sér. 2, vol. 8, p. 93–154 (texte intégral).
- Günther, 1858 : Catalogue of Colubrine Snakes in the Collection of the British Museum, London, p. 1-281 (texte intégral).